# Minahasa

Grupy etniczne półwyspu i okolicznych terenów

Minahasa (także Minahassa) – półwysep w Indonezji w północnej części wyspy Celebes; oddziela cieśninę Makasarską i Morze Celebes od Morza Moluckiego i jego zatoki Tomini. Długość około 700 km, szerokość 30–90 km.
Przez całą długość półwyspu biegnie łańcuch górski (najwyższe szczyty: Ogoamas 2535 m n.p.m., Malino 2443 m n.p.m.), występują także czynne wulkany (Klabat 1995 m n.p.m.). Dużą część powierzchni porastają lasy.
Uprawa palmy kokosowej, goździków, muszkatołowca, kawowca; eksploatacja lasów; rybołówstwo; wydobycie złota, srebra, rud miedzi.
Leży w granicach trzech prowincji: Celebes Środkowy, Gorontalo i Celebes Północny. Główne miasta: Manado, Tomohon, Bitung, Gorontalo, Kotamobagu.
Nazwa „Minahasa” odnosi się także do regionu kulturowego na krańcu półwyspu (zamieszkiwanego przez ludność zbiorczo nazywaną Minahasa), niekiedy z uwzględnieniem grup wysp Sangir i Talaud.